# Монтефальконе-Аппенніно
Монтефальконе-Аппенніно (італ. Montefalcone Appennino) — муніципалітет в Італії, у регіоні Марке,  провінція Фермо.
Монтефальконе-Аппенніно розташоване на відстані близько 150 км на північний схід від Рима, 70 км на південь від Анкони, 30 км на південний захід від Фермо.
Населення — 430 осіб (2014).

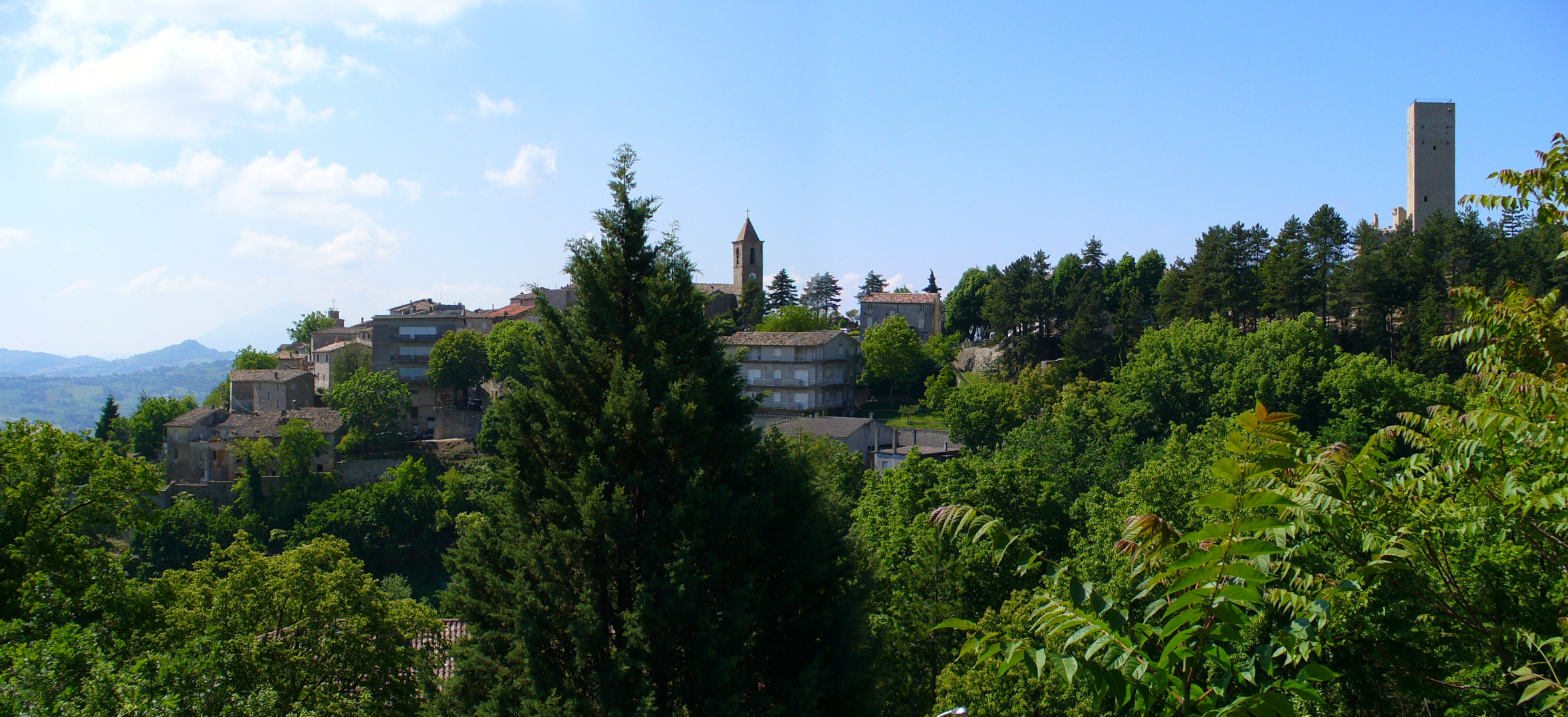

Щорічний фестиваль відбувається 8 травня. Покровитель — святий Архангел Михаїл.

## Демографія
Населення за роками:

Станом на 1 січня 2023 року в муніципалітеті офіційно проживало 48 іноземців з 7 країн, серед них 26 громадян країн Євросоюзу та 2 громадяни України.

## Сусідні муніципалітети
- Амандола
- Комунанца
- Форче
- Монте-Сан-Мартіно
- Санта-Вітторія-ін-Матенано
- Змерилло